# Perissandria agama
Perissandria agama är en fjärilsart som beskrevs av Otto Staudinger 1895. Perissandria agama ingår i släktet Perissandria och familjen nattflyn. Inga underarter finns listade i Catalogue of Life.